# Dobosy Mihály
Dobosy Mihály (Szentes, 1780. január 14. – Szentes, 1853. május 13.) református lelkész, Kiss Bálint paptársa.

## Élete
Dobos István köznemes és Keresztes Sára fia volt. Tanulmányait szülőföldjén kezdte és Hódmezővásárhelyen folytatta, hol 15 éves korában 140 gyermeket tanított; innét Debrecenbe ment, hol 1796-ban tógátussá lett és iskoláit bevégezte, mire a második nemzeti iskola tanítója s 1803-ban Kismarján akadémiai rektor lett. 1806-ban Göttingenben látogatta az egyetemet. Egy év múlva hazajött és Vég Veresmarty püspök mellett volt káplán. 1808-ban Vaiszlóra, 1813-ban Szentesre választatott meg lelkésznek. Ettől kezdve haláláig szülővárosában szolgált.
Dobosy Mihály jól beszélt németül és franciául, irodalmi működésével, különösen gazdag műfordítói tevékenységével ismertté tette nevét országszerte. A szabadságharc végnapjaiban Kiss Bálint esperessel együtt ő látta vendégül a Szentesen időző hírességeket: Vörösmarty Mihály, Bajza József és Erdélyi János költőket, valamint Fényes Elek földrajztudóst. A szabadságharc leverését követően a közélettől visszavonultan élt.
Másfél hónappal a nagyra becsült példakép és barát, Kiss Bálint után hunyt el, emlékét mindössze egy kisméretű olajfestmény őrzi, amelyet ifj. Kiss Bálint festőművész készített 1840 körül.

## Munkái
1. Grönland historiája, melyben ez a tartomány lakosaival együtt leiródik és a természeti historia sok jegyzések tétetnek. Cranz Dávid után ford. Buda, 1810. (Ism. Erdélyi Hiradó 1891. 296. sz.)
2. A flibusztierek historiája készítette A(rchenholz) J. W. hajdani burkus kapitány, ford…. Pest, 1811.
3. A jelesebb utazások gyűjteménye. Az ifjuság számára rendbe szedte és Campe J. H. után magyarul kiadta… Uo. 1819–21. Két kötet.
4. Aggódókat vigasztaló keresztény oktatások példákban és egynehány ide illő imádságok… Uo. 1825.